# Hisashi Jogo
Hisashi Jogo (城後 寿, Jogo Hisashi) est un footballeur japonais né le 16 avril 1986. Il évolue au poste de milieu offensif.